# Broken Arrow, Oklahoma
Broken Arrow, Oklahoma là một thành phố tại tiểu bang Oklahoma, Hoa Kỳ. Thành phố có diện tích km2, dân số theo điều tra dân số năm 2010 của Cục điều tra dân số Hoa Kỳ, thành phố có dân số 98.850 người, là thành phố lớn thứ tư bang.
Broken Arrow là một thành phố nằm ở đông bắc của tiểu bang Oklahoma, chủ yếu ở quận Tulsa mà còn với một phần nhỏ của thành phố nằm ở miền tây quận Wagoner. Đây là vùng ngoại ô lớn nhất của Tulsa.  Thành phố này là một phần của vùng đô thị Tulsa, có dân số 937.478 người.
Rất nhiều lô đất ở thị trấn đã được bán vào năm 1902 bởi các đường sắt Missouri-Kansas-Texas và nó được đặt tên là Broken Arrow của William. S. Fears, thư ký của công ty. Thành phố được đặt tên cho một cộng đồng Creek định cư bởi người Creek Anh Điêng đã đến từ Alabama Oklahoma dọc theo đường mòn nước mắt.
Mặc dù Broken Arrow ban đầu là một cộng đồng nông nghiệp, nền kinh tế hiện nay là đa dạng. Thành phố có độ tập trung lớn thứ ba của ngành công nghiệp trong tiểu bang.